# Mont-Cauvaire
Mont-Cauvaire ist eine französische Gemeinde mit 883 Einwohnern (Stand: 1. Januar 2022) im Département Seine-Maritime in der Region Normandie. Sie gehört zum Arrondissement Rouen und zum Kanton Bois-Guillaume (bis 2015: Kanton Clères).

## Geographie
Mont-Cauvaire liegt etwa 14 Kilometer nördlich von Rouen. Umgeben wird Mont-Cauvaire von den Nachbargemeinden Clères im Norden, Authieux-Ratiéville im Nordosten, Fontaine-le-Bourg im Osten und Südosten, Bosc-Guérard-Saint-Adrien im Süden, Montville im Süden und Südwesten sowie Anceaumeville im Westen.

## Bevölkerungsentwicklung
| 1962                      | 1968 | 1975 | 1982 | 1990 | 1999 | 2006 | 2013 |
| ------------------------- | ---- | ---- | ---- | ---- | ---- | ---- | ---- |
| 411                       | 451  | 471  | 557  | 603  | 566  | 607  | 632  |
| Quelle: Cassini und INSEE |      |      |      |      |      |      |      |

## Sehenswürdigkeiten
- Kirche Saint-Martin aus dem 16. Jahrhundert
- Schloss Le Rombosc aus dem 17. Jahrhundert, Monument historique seit 1932
- Domäne Le Fosse aus dem 16. Jahrhundert mit Taubenturm, Monument historique seit 1977
- Kapelle des früheren Stifts der Normandie, seit 1975 Monument historique

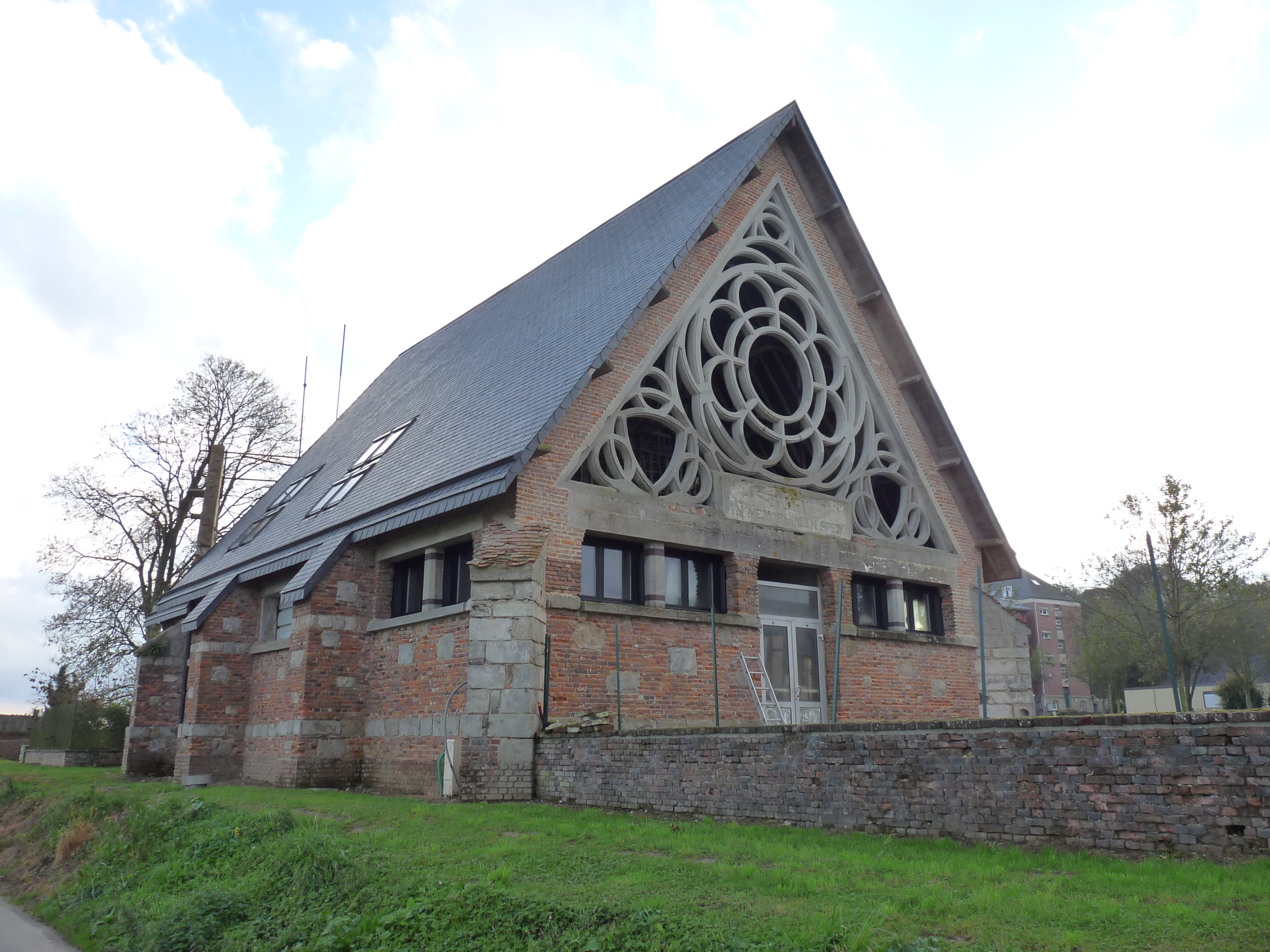
Domäne Le Fosse
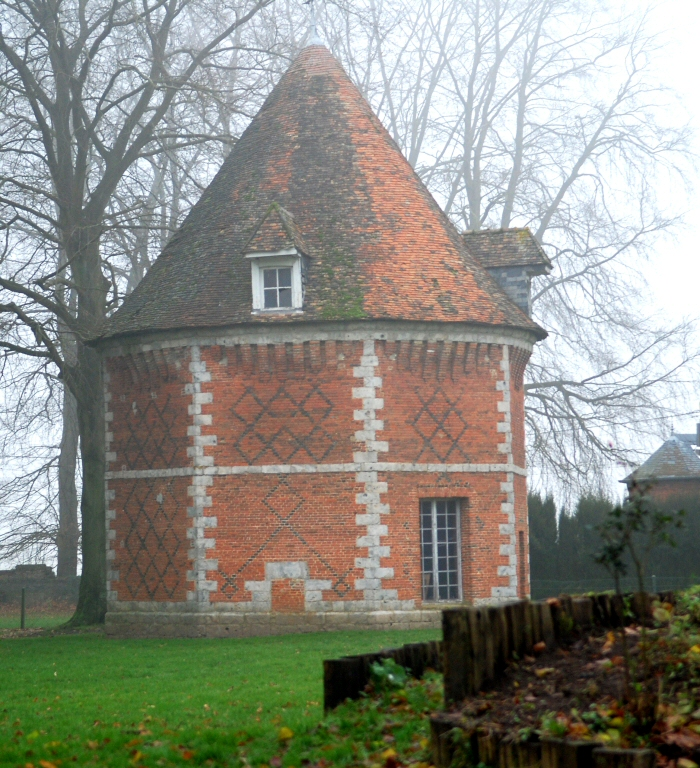
Taubenturm von Le Fosse

## Persönlichkeiten
- Max Milner (1923–2008), Literaturkritiker